# Canton d'Albens
Le canton d'Albens est une ancienne division administrative française, située dans le département de la Savoie et la région Rhône-Alpes.
Il disparait en 2015 à la suite du redécoupage cantonal de 2014.

## Géographie
Le canton se situe au nord d'Aix les Bains, dans un territoire appelé l'Albanais.

## Composition
Le canton d'Albens regroupait les communes suivantes :
| Nom                        | Code Insee | Intercommunalité      | Superficie (km2) | Population (dernière pop. légale) | Densité (hab./km2) |
| -------------------------- | ---------- | --------------------- | ---------------- | --------------------------------- | ------------------ |
| Albens                     | 73010      | CC du Canton d'Albens | 15,30            | 3 610 (2013)                      | 236                |
| La Biolle                  | 73043      | CA Grand Lac          | 13,04            | 2 267 (2014)                      | 174                |
| Cessens                    | 73062      | CC du Canton d'Albens | 13,29            | 399 (2013)                        | 30                 |
| Épersy                     | 73108      | CC du Canton d'Albens | 3,22             | 340 (2013)                        | 106                |
| Mognard                    | 73158      | CC du Canton d'Albens | 4,10             | 423 (2013)                        | 103                |
| Saint-Germain-la-Chambotte | 73238      | CC du Canton d'Albens | 9,64             | 477 (2013)                        | 49                 |
| Saint-Girod                | 73239      | CC du Canton d'Albens | 6,35             | 585 (2013)                        | 92                 |
| Saint-Ours                 | 73265      | CA Grand Lac          | 4,59             | 613 (2014)                        | 134                |

## Représentation

### Conseillers d'arrondissement (de 1861 à 1940)
| Période                                  | Période      | Identité                        | Étiquette | Qualité |
| ---------------------------------------- | ------------ | ------------------------------- | --------- | --- |
| 1861                                     | 1871         | Humbert Pavy (père) (1800-1874) |           | Notaire, maire de Saint-Girod                                                                               |
| 1871                                     |              | Joseph-Marie Guers              |           | Propriétaire, adjoint puis maire de Saint-Girod                                                             |
|                                          |              |                                 |           | |
| 1916                                     | 1919         | François-Marcellin Burdet       |           | Maire de Saint-Germain (1881-?)                                                                             |
|                                          |              |                                 |           | |
| 1922                                     | 1933 (décès) | Chrysostome Rosset (1872-1933)  |           | Négociant, maire de La Biolle                                                                               |
| 1933                                     | 1940         | Auguste Quey (1881-1969)        | URD       | Viticulteur, maire de Fréterive                                                                             |
| 1940                                     |              |                                 |           | Les conseils d'arrondissement ont été suspendus par la loi du 12 octobre 1940 et n'ont jamais été réactivés |
| Les données manquantes sont à compléter. |              |                                 |           | |

### Conseillers généraux de 1861 à 2015
| Période                                  | Période      | Identité                           | Étiquette                | Qualité |
| ---------------------------------------- | ------------ | ---------------------------------- | ------------------------ | --- |
| 1861                                     | 1873 (décès) | Philibert Mollard                  |                          | Général de division Aide de camp de l'Empereur Napoléon III Sénateur (1866-1870)                                                                                   |
| 1873                                     | 1877         | Baron Ernest Rosset de Tours       | Droite                   | Conseiller à la Cour d'appel de Chambéry |
| 1877                                     | 1901         | Félix Canet                        | Républicain Progressiste | Notaire - Maire d'Albens Député (1898-1902) |
| 1901                                     | 1907         | Jules Rosset                       | Conservateur             | Avocat à Chambéry |
| 1907                                     | 1911 (décès) | Félix Canet                        | Républicain Progressiste | Notaire - Maire d'Albens Député (1898-1902) |
| 1911                                     | 1928         | Constant Canet                     |                          | Conseiller à la Cour d'Appel de la Seine Propriétaire à Albens |
| 1928                                     | 1940         | Jean-Marie Montillet               | Rad.                     | Propriétaire - Maire d'Albens |
|                                          |              |                                    |                          | |
| 1945                                     | 1951         | Jean-Marie Montillet               | Rad.                     | Propriétaire à Albens |
| 1951                                     | 1970         | Léon-François Philippe (1914-1982) | RI                       | |
| 1970                                     | 1976         | M. Mathieu                         | DVD                      | Maire de Saint-Ours |
| 1976                                     | 2015         | Claude Giroud                      | UDF (CDS) puis UMP       | - Notaire - Maire d'Albens (1971-2015) - Premier vice-président du Conseil général Suppléant du député Dominique Dord Elu en 2015 dans le Canton d'Aix-les-Bains-1 |
| Les données manquantes sont à compléter. |              |                                    |                          | |

## Démographie
| 1962 | 1968 | 1975 | 1982 | 1990  | 1999  | 2006  | 2011  | 2012  |
| ---- | ---- | ---- | ---- | ----- | ----- | ----- | ----- | ----- |
| -    | -    | -    | -    | 5 661 | 6 512 | 7 681 | 8 336 | 8 521 |